# ディーエムエス
株式会社ディーエムエスは、東京都千代田区に本社を置く、企業のダイレクトコミュニケーションに特化したアウトソーシングサービスを中核事業としている企業である。メーリングサービス（DM発送代行）専業者の国内最大手であり、専業者としては数少ない株式公開企業である。
平成16年には、創業当初からの基幹業務であるメーリングサービス（DM発送代行）に、Webコミュニケーション、テレコミュニケーション、ロジスティクスの機能を加えたダイレクトコミュニケーションのワンストップサービス拠点としてDMS業務センター（埼玉県さいたま市桜区）を、また平成22年には、ロジスティクスセンターをオープンした。クライアント企業のDMプロモーション、キャンペーン、通販フルフィルメントなどに幅広く利用されている。

## 事業内容
- ダイレクトメール部門
  - DM広告企画・制作、メーリングサービス、情報処理サービス、ダイレクトマーケティング事業のサポートビジネス
- セールスプロモーション部門
  - SP助成物企画・制作、情報誌編集企画・制作、フィールドサービス、キャンペーン企画、応募整理、グッズ・ノベルティ企画・開発・制作、マーケティングリサーチ、テレマーケティング
- イベント部門
  - スポーツ・文化事業イベント、販促・PRイベントなどの企画・運営・実施・入場券販売管理
- その他
  - 海外への新聞発送業務、その他

## 沿革
- 1961年 - ダイレクト・メール・サービス株式会社設立
- 1964年 - 大阪支社開設
- 1971年 - 株式会社トッパン・ダイレクト・メール・センター設立
- 1976年 - 板橋業務センター開設
- 1980年 - 株式会社デックに資本参加。企画制作部門の充実図る
- 1981年 - 朝霞業務センター開設
- 1985年 - DMS第二ビル社屋完成
- 1991年 - 株式会社ディーエムエスに社名変更。創立30周年。大阪支社新社屋完成
- 1995年 - 日本証券業協会に株式を店頭登録
- 1998年 - 江東業務センター開設
- 1999年 - プライバシーマーク（JISQ15001：2006）の認証取得
- 2000年 - ロジスティクスセンター開設
- 2003年 - 株式会社トッパン・ダイレクト・メール・センターを完全子会社とし、商号を株式会社ティーディーエムに変更
- 2004年 - 株式会社ティーディーエムを吸収合併。DMS業務センターを開設し既往の事業所を集約。ジャスダック証券取引所に上場
- 2005年 - ISMS（JISQ27001：2006）の認証取得
- 2008年 - DMS第二業務センター開設
- 2010年 - 業務センター内にロジスティクスセンターを増設。本社新社屋完成。

## 所在地
- 本社 - 東京都千代田区神田小川町1-11　千代田小川町クロスタ
- 大阪支社 - 大阪府大阪市旭区高殿7-15-8
- 福岡営業所 - 福岡県福岡市博多区博多駅中央街8-27
- DMS業務センター - 埼玉県さいたま市桜区田島8-3-29
- 浦和ロジスティクスセンター - 埼玉県さいたま市桜区田島8-3-29
- 川島ロジスティクスセンター - 埼玉県比企郡川島町戸守678-1

## 子会社
- 東京セールス・プロデュース株式会社